# Aïn Youcef
Ain Youcef là một đô thị thuộc tỉnh Tlemcen, Algérie. Dân số thời điểm năm 2002 là 11.865 người.